# A-tu-la

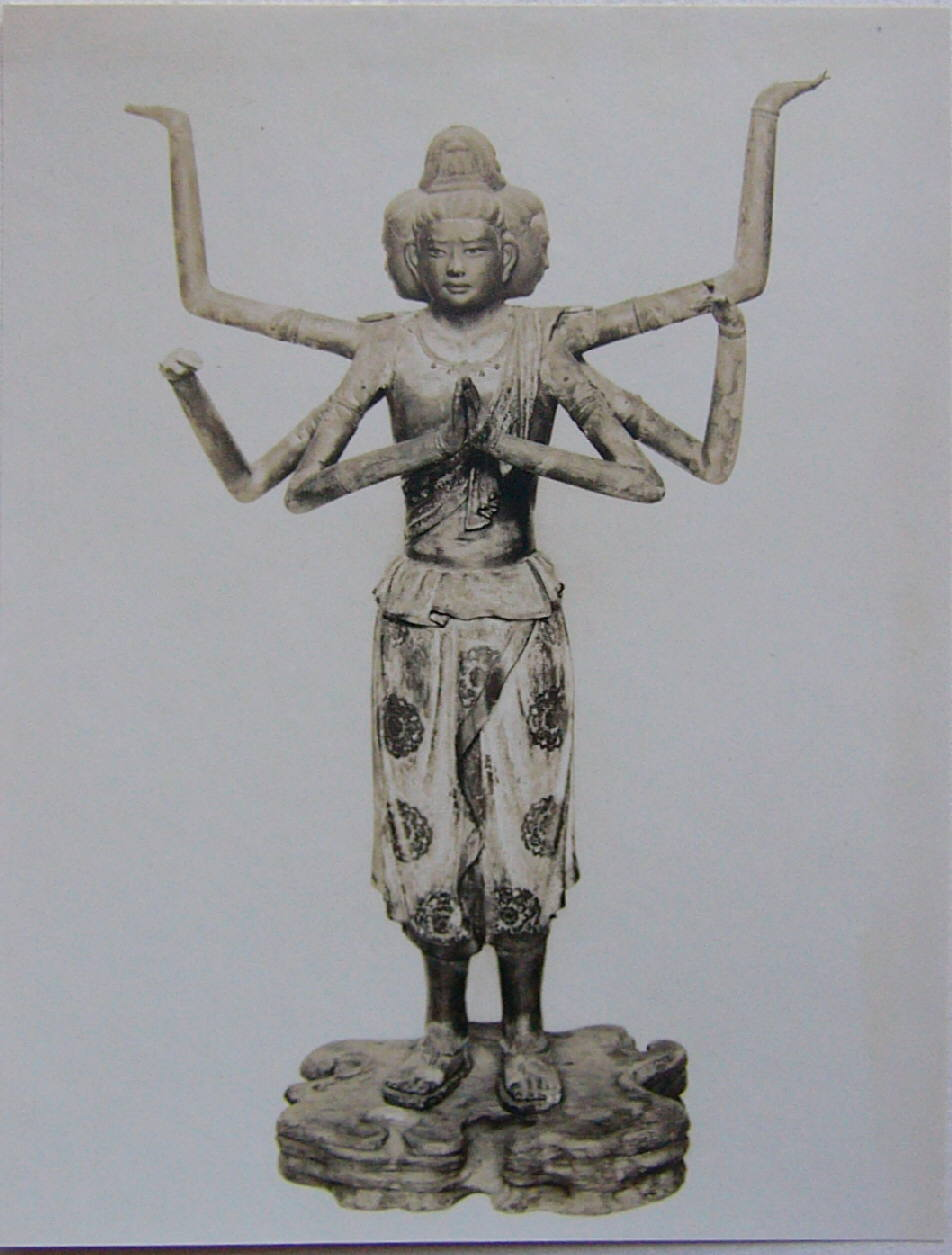
A -tu -la

A-tu-la hay Asura (Tiếng Phạn: असुर Asura) hay các thần (Ác Thần) ở đình miếu trong tín ngưỡng Ấn Độ, đặc biệt được nhắc đến nhiều trong Phật giáo. Những vị thần này vẫn ở trong tam giới, phúc hơn cõi người, bằng trời nhưng đức kém hơn. Thân hình cũng xấu hơn. Vua thần thì ở lưng chừng núi Tu di. Khác còn thần cấp dưới thì ở đình miếu. Những vị này lúc tu hay bực tức hoặc chẳng có tu hành mà có công giúp dân. Nên được làm thần để hưởng phúc. Đến khi phúc hết thì thần lại đi đầu thai nơi khác.

## Tên gọi
Tên A-tu-la trong tiếng Việt là âm Hán Việt của 阿修羅 (a tu la) mà người Trung Quốc phiên âm từ "Asura" bằng tiếng Hán trung cổ là ʔɑ sɨu lɑ, tiếng Quan thoại đọc là "Ā xiū luó" rồi viết ra chữ Hán.

## Một số lập luận khác
A Tu La và có nhiều tên gọi khác nhau: A tác la, A tô la, A tố la, A tố lạc, A tu luân. Trong Kinh thường nêu ra ba loại A Tu La: 1/ A Tu La thiên đạo. 2/ A Tu La quỷ đạo. 3/ A Tu La súc đạo.
Theo Từ điển Phật học Huệ Quang, quyển 1, trang 84 giải thích: "A Tu La là một trong 6 đường, một trong 8 bộ chúng, một trong 10 giới, một trong những vị thần xưa nhất ở Ấn Độ, Một loại quỷ thần hiếu chiến, thường bị coi là ác thần và thường tranh đấu với trời Đế Thích không ngừng nên có danh từ A Tu La trường, A Tu La chiến v.v…
Theo phẩm A Tu La Luân trong Kinh Tăng Nhất A Hàm 3: Thân hình của A Tu La cao 84.000 do tuần, miệng rộng mỗi bề 1.000 do tuần. Còn phẩm A tu La Luân trong Kinh Trường A Hàm 20, phẩm A tu luân trong Kinh Đại Lâu Thán 2. Kinh Khởi Thế Nhân Bản 5 v.v…đều ghi rõ chỗ ở và sự tích của A Tu La. Về nghiệp nhân của A tu la, các Kinh thường nêu ra 3 thứ nhân làm cho chúng sanh sanh trong loại nầy: Sân, mạn, nghi.
Theo Kinh Phật Vị Thủ Ca Trưởng Giả Thuyết Nghiệp Báo Sai Biệt thì liệt kê ra 10 thứ nhân làm cho chúng sanh sanh trong loài A tu la.
1. Thân làm việc ác nhỏ.
2. Miệng nói lời ác nhỏ.
3. Ý nghĩ điều ác nhỏ.
4. Lòng nảy kiêu mạn.
5. Lòng nảy ngã mạn.
6. Lòng nảy tăng thượng mạn.
7. Lòng nảy đại mạn.
8. Lòng nảy tà mạn.
9. Lòng nảy mạn mạn.
10. Hướng đến các căn lành.
Hình tượng của A tu la có nhiều thuyết khác nhau. Có chỗ cho rằng: A tu la có 9 đầu, 1000 mắt, miệng phun lửa, có 990 tay, 6 chân, thân to gấp 4 lần núi Tu di. Có chỗ cho rằng: A tu la có 1000 đầu, 2000 tay; 10.000 đầu, 20.000 tay; 3 đầu, 6 tay. Có chỗ cho rằng: A tu la có 3 mặt màu xanh đen, giận dữ, mình trụi và có 6 cánh tay.
Nhưng có thể chưa có nguồn nào đáng tin cậy. Nên các điều trên nay chỉ là giả thuyết.